# Conus pomareae
Espèce
Conus pomareae est une espèce de mollusques gastéropodes marins de la famille des Conidae.
Comme toutes les espèces du genre Conus, ces escargots sont prédateurs et venimeux. Ils sont capables de « piquer » les humains et doivent donc être manipulés avec précaution, voire pas du tout.

## Description
La longueur de la coquille atteint 24,7 mm.

## Distribution
Cette espèce marine est présente dans l'océan Pacifique au large des îles de la Société.

## Taxonomie

### Publication originale
L'espèce Conus pomareae a été décrite pour la première fois en 2014 par les malacologistes Éric Monnier (d) et Loíc Limpalaër,,.

### Synonymes
- Conus (Leporiconus) pomareae (Monnier & Limpalaër, 2014) · appellation alternative
- Conus tendineus  var. granulosus G. B. Sowerby I, 1834 · non accepté
- Leporiconus pomareae Monnier & Limpalaër, 2014 · non accepté